# Хелена Левеелахті
Хелена Левеелахті (англ. Helena Leveelahti, 30 вересня 1999) — фінська метальниця диска, срібна призерка чемпіонату світу серед юніорів 2018 року з метання диска.

## Основні міжнародні виступи
| Рік                  | Змагання                       | Місто                | Місце                | Дисципліна           | Примітки             |
| Виступи за Фінляндія | Виступи за Фінляндія           | Виступи за Фінляндія | Виступи за Фінляндія | Виступи за Фінляндія | Виступи за Фінляндія |
| -------------------- | ------------------------------ | -------------------- | -------------------- | -------------------- | -------------------- |
| 2016                 | Чемпіонат Європи серед юнаків  | Тбілісі              | 3                    | метання диска        |                      |
| 2017                 | Чемпіонат Європи серед юніорів | Гроссето             | 5                    | метання диска        |                      |
| 2018                 | Чемпіонат світу серед юніорів  | Тампере              | 2                    | метання диска        | [ 1 ]                |